# 卡罗尔·纳夫罗茨基
卡罗尔·塔德乌什·纳夫罗茨基（波蘭語：Karol Tadeusz Nawrocki；1983年3月3日—），波兰历史学家、拳击手及政治人物，为现任波兰总统。自2021年起，他担任国家记忆研究院院长，曾于2017年至2021年间担任格但斯克第二次世界大战博物馆馆长。纳夫罗茨基的研究领域包括波兰的反共抵抗运动、波兰人民共和国时期的有组织犯罪以及体育史。

## 政治生涯
2024年2月，他因涉及清除1944至1989年间苏联红军在波兰设立的纪念碑而被俄罗斯刑事通缉。2024年11月24日，他获得法律与公正党支持，以无党籍身份参选2025年波兰总统选举并最终胜选。

### 政治立場
纳夫罗茨基的政治纲领被形容为“爱国、亲基督教、亲北约”，且支持唐納·川普。他持文化保守主義立场，指责以總理唐納德·圖斯克为首的执政联盟与LGBT团体“使儿童性化”，并在总统竞选期间将《性别酷儿：一部回忆录》一书当众投入碎纸机。他主张维持波兰政府与天主教会的紧密关系，支持全面禁止堕胎，反对同性婚姻及民事结合，理由为遵循天主教性伦理。在地缘政治上，他支持加强與美國和北约的关系，并反对欧洲一体化。

### 爭議
在2025年波蘭總統選舉第二輪投票前的電視辯論會中，納夫羅茨基做出疑似食用瑞典口含烟的動作。起初他聲稱是口香糖，後來他的幕僚承認那是尼古丁口含片。